# Galium incurvum
Galium incurvum ist eine Pflanzenart aus der Familie der Rötegewächse (Rubiaceae).

## Merkmale
Galium incurvum ist ein ausdauernder Schaft-Hemikryptophyt, der Wuchshöhen von 5 bis 30 Zentimeter erreicht. Der Stängel ist niederliegend bis aufsteigend und 1 bis 1,5 Millimeter dick. Die Blätter sind 5 bis 10 (25) Millimeter groß, lineal oder schmal verkehrtlanzettlich, sichelförmig und am Grund des Stängels dicht gedrängt. Der Blütenstand ist kurz. Teilblütenstände sind an 3 bis 5 Knoten vorhanden. Die Krone ist gelb und hat einen Durchmesser von 2 bis 3 (4) Millimeter. Die Kronzipfel sind meist aufrecht-abstehend.
Die Blütezeit reicht von Juni bis August.
Die Chromosomenzahl beträgt 2n = 44.

## Vorkommen
Galium incurvum ist auf Kreta in den Präfekturen Chania und Rethymno endemisch. Die Art wächst in den Lefka Ori und im Ida auf Kalk in Gebüschen, Igelpolsterheiden, Felsspalten und Schutthalden in Höhenlagen von 1150 bis 2120 Meter.